# Scherbius驅動器
靜態Scherbius驅動器可以控制繞線轉子馬達，運作在同步轉速以下的速度。這部份的轉子交流功率會透過二極體電橋轉換為直流電。這類可調速驅動器可以讓功率以和注入電壓同向的方向流動，也可以反向流動。
Scherbius驅動器是由Arthur Scherbius所發明的電機系統，他是德國科學家，以電機工程學和密码学的研究聞名（他也發明了恩尼格玛密码机）。此系統主要是和控制电动机的速度有關（特別是感應電動機），此驅動器也和靜態Kramer驅動器有密切關係。

## 主要特點

### 滑差功率回收
此驅動器可以從繞線轉子感應馬達的轉子回收滑差功率，並且再利用，不會將此功率以熱能消耗掉，而是使其回到電源，再繼續使用，以此提昇效率。

### 靜止轉換器的使用
Scherbius轉換器最早使用的是旋轉轉換器（電動發電機）來調節滑差功率。後來的設計已經用固態電子的元件（像送變器）來代替旋轉變換器。

### 變速控制
Scherbius轉換器透過調節滑差功率，可以控制馬達速度。這很適用在一些需要變速的應用，例如吊車、風力發電機和 泵。

## 優點
- 因為滑差功率回收，效率可以提昇。
- 平順可靠的速度控制。
- 適用於大功率的工業應用中。

## 延伸閱讀
- Leonhard, Werner. . Springer Science & Business Media. 10 August 2001: 324–325  [27 November 2024]. ISBN 978-3-540-41820-7 （英语）.